# Rhagopteryx
Rhagopteryx är ett släkte av skalbaggar. Rhagopteryx ingår i familjen Cetoniidae.
Kladogram enligt Catalogue of Life:
| Rhagopteryx | \| \| Rhagopteryx bilineatus \| \| \| \| \| \| Rhagopteryx brahma \| \| \| \| |
|             | \| \| Rhagopteryx bilineatus \| \| \| \| \| \| Rhagopteryx brahma \| \| \| \| |
|             | Rhagopteryx bilineatus                                                        |
|             |                                                                               |
|             | Rhagopteryx brahma                                                            |
|             |                                                                               |